# Magic Mouse
Il Magic Mouse è un mouse multi-touch prodotto e venduto da Apple Inc. È stato annunciato e messo in vendita per la prima volta il 20 ottobre 2009. Il Magic Mouse di Apple è il primo mouse consumer ad avere funzionalità multi-touch. Come i precedenti prodotti che dispongono di questa tecnologia (iPhone, iPod touch e multi-touch touchpad), il Magic Mouse consente all'utente di interagire con il computer tramite gestures, comandi impartiti con una o più dita contemporaneamente. La parte superiore è una superficie bianca e liscia e l'intero mouse è un pulsante. È possibile scorrere in qualsiasi direzione con un dito, sfogliare pagine web e foto con due dita e fare clic e doppio clic dove si preferisce.
Il Magic Mouse richiede un computer Apple con Mac OS X 10.5.8 o superiori e la connettività Bluetooth. Può essere configurato per essere usato anche da mancini, invertendo il tasto destro e il tasto sinistro e ha un sistema di puntamento laser molto più sensibile e reattivo dei precedenti mouse Apple. Dal suo lancio, è stato anche incluso, insieme ad una rinnovata tastiera senza fili, nei nuovi iMac. Utilizza due pile AA assicurando un'autonomia di 4 mesi con uso blando e 45 giorni con utilizzo intenso.
Apple, il 13 ottobre 2015 ha rilasciato una versione aggiornata del Magic Mouse, presentando il nuovo Magic Mouse 2, assieme alla Magic Keyboard e al Magic Trackpad 2.

## Gesti del Magic Mouse

### Clic
Questo gesto permette di fare clic e doppio clic ovunque sulla superficie Multi-Touch del mouse.

### Clic con due tasti
Abilitando il clic secondario in Preferenze di Sistema è possibile usare il Magic Mouse come un mouse a due tasti. I mancini possono anche invertire i pulsanti.

### Scorrimento a 360°
Sfiorando la superficie Multi-Touch con un dito è possibile scorrere in qualsiasi direzione e spostarsi a 360°.

### Zoom dello schermo
Tenendo premuto il tasto Command sulla tastiera e scorrendo con un dito sul Magic Mouse è possibile ingrandire gli elementi.

### Sfiorare con due dita
È possibile sfogliare con due dita le pagine web in Safari o le immagini in Foto.

### Altro
Se si esegue un doppio tocco con due dita è possibile aprire Mission Control.

## Sistemi operativi supportati
- Mac OS X v10.5.8, v10.6.1 o successivi con Wireless Mouse Software Update 1.0. Questo aggiornamento è necessario affinché il Magic Mouse funzioni;
- Windows 7, Windows XP e Windows Vista tramite gli strumenti di Boot Camp su macOS;
- Driver nativi estratti da Boot Camp per Windows XP, Vista e Windows 7 a 32-bit e 64-bit[6] (non supportati da Apple);
- Linux a partire dalla versione 2.6.34-rc1[7].

## Requisiti di sistema
- Mac con tecnologia Bluetooth;
- Mac OS X v10.5.8 o successivo con Wireless Mouse Software Update 1;
- Windows XP Service Pack 3 o superiore con driver BootCamp installati.